# Афцелиус, Адам
Адам Афцелиус (швед. Adam Afzelius, 7 октября 1750, Ларв, лен Скараборг (ныне в лене Вестра-Гёталанд), Швеция — 30 января 1837, Уппсала, Швеция) — шведский ботаник, ученик Карла Линнея.

## Биография
Брат Юхана Афцелиуса и Пера фон Афцелиуса.
В 1777 преподавал восточные языки в Уппсальском университете. Был одним из последних по времени учеников знаменитого Карла Линнея, скончавшегося в 1778 году.
В 1792 отправился с естественно-научной целью на западное побережье Африки, в частности, в английскую колонию Сьерра-Леоне, где вследствие нападения и грабежа, произведённого французами, он потерял все свои коллекции.
В 1797—1798 был секретарём шведского посольства в Лондоне.
После возвращения, в 1799 году стал академическим преподавателем ботаники в Уппсальском университете и получил в 1812 году звание профессора materia medica.
В 1802 был избран президентом Линнеевского института («Зоофитолитического общества»).
Автор многих ботанических работал. Известен также как издатель автобиографии Линнея («Собственноручные заметки Карла Линнея о самом себе с примечаниями и дополнениями», 1823), составленной Афцелиусом на основе «собственноручных заметок» своего учителя. Евгений Бобров, российский биограф Линнея, писал, что Адам Афцелиус, подготовив эту книгу, «справедливо снискал благодарность последующих поколений натуралистов».
Этнографические и ботанические коллекции Афцелиуса были куплены Уппсальским университетом.

## Память
В честь Адама Афцелиуса назван род растений Afzelia Sm. (1789) семейства Бобовые. Как писал в протологе Джеймс Эдвард Смит, он назвал этот род в честь «знаменитого исследователя» — ботаника из Уппсальской Академии Адама Афцелиуса, «учёнейшего ботанического демонстратора».
Кроме того, в честь Афцелиуса названо множество видов растений, видовые эпитеты у таких названий — либо afzelii, либо afzeliana.